# Skyboy (single)
Skyboy is een single van de Nederlandse zanger Duncan Laurence uit 2023. Het is de derde single van het gelijknamige album die al uitkwam voordat het album uitgebracht werd, na Electric Life en I Want It All.
Het nummer is onder anderen samen geschreven met Laurences partner Jordan Garfield, waarin ze verhalen uit hun jeugd hebben gecombineerd. Het nummer gaat over het omarmen van je seksualiteit en identiteit. Laurence zelf zei hierover: "Niet iedereen groeit op in een omgeving waar ze volledig zichzelf kunnen zijn, laat staan dat ze de persoon kunnen worden die ze willen worden. Skyboy gaat over het los te komen van die beklemmende situatie, dat leven en de mensen die daarbij horen. Je moet jezelf leren accepteren en toestaan om dromen na te jagen, om het leven te leven zoals jij dat wilt."

## Ontvangst
Bij NPO 3FM werd het nummer 3FM Megahit en bij Radio 538 de 538 Favourite. Skyboy werd Alarmschijf bij Qmusic, waar het ook de 26e positie bereikte in de Nederlandse Top 40.

### Nederlandse Top 40
| Hitnotering: 25-03-2023 t/m 20-05-2023 | Hitnotering: 25-03-2023 t/m 20-05-2023 | Hitnotering: 25-03-2023 t/m 20-05-2023 | Hitnotering: 25-03-2023 t/m 20-05-2023 | Hitnotering: 25-03-2023 t/m 20-05-2023 | Hitnotering: 25-03-2023 t/m 20-05-2023 | Hitnotering: 25-03-2023 t/m 20-05-2023 | Hitnotering: 25-03-2023 t/m 20-05-2023 | Hitnotering: 25-03-2023 t/m 20-05-2023 | Hitnotering: 25-03-2023 t/m 20-05-2023 | Hitnotering: 25-03-2023 t/m 20-05-2023 |
| Week:                                  | 1                                      | 2                                      | 3                                      | 4                                      | 5                                      | 6                                      | 7                                      | 8                                      | 9                                      |                                        |
| -------------------------------------- | -------------------------------------- | -------------------------------------- | -------------------------------------- | -------------------------------------- | -------------------------------------- | -------------------------------------- | -------------------------------------- | -------------------------------------- | -------------------------------------- | -------------------------------------- |
| Positie:                               | 31                                     | 27                                     | 26                                     | 26                                     | 30                                     | 36                                     | 37                                     | 38                                     | 39                                     | uit                                    |